# Brachymeria wiebesina
Brachymeria wiebesina är en stekelart som beskrevs av Joseph, Narendran och Joy 1972. Brachymeria wiebesina ingår i släktet Brachymeria och familjen bredlårsteklar.
Artens utbredningsområde är Vietnam. Inga underarter finns listade.